# ایمام بایلدی
ایمام بایلدی (ترکی استانبولی: İmambayıldı) که ترجمه تحت‌اللفظی آن به معنی «امام غش کرد» است یک غذای ترکی است که از بادمجان پر شده با پیاز و سیر و گوجه‌فرنگی است که در ظرف روغن زیتون طبخ می‌شود. این غذا یکی از مشهورترین غذاهای پایه زیتون است و در اکثر مناطق سابق عثمانی یافت می‌شود، این غذا معمولاً در دمای اتاق یا به صورت گرم سرو می‌شود. غذی مشابهی هم در ایران با همین محتویات طبخ می‌شود. 

## منشأ نام
این نام ظاهر برگرفته از یک داستان ترکی دربارهٔ یک امام است به علت خوشمزگی زیاد این غذا که توسط همسرش طبخ شده بود غش کرده‌است. گرچه برخی حساب‌های طنز هم علت غش کردن وی را آگاهی او از هزینه مواد مصرف شده و میزان روغن استفاده شده در طبخ این غذا ذکر می‌کنند.
داستان فولکلور دیگر اشاره به این دارد که یک امام با دختر یک تاجر روغن زیتون ازدواج می‌کند، مهریه دختر شامل ۱۲ شیشه زیتون اعلا بوده‌است که اون با آن‌ها هرشب این غذا را آماده می‌کرد در روز ۱۳ام که بادمجانی در روی میز غذا باقی نمانده بود و امام با آگاهی از اینکه دیگر روغنی باقی نمانده غش می‌کند.